# Cotai Arena
Cotai Arena, marknadsfört som CotaiArena; tidigare Venetian Arena, är en inomhusarena som ligger på tomten för kasinot The Venetian Macao i Cotai i Macao i Kina. Den har en publikkapacitet på 15 000 åskådare. Inomhusarenan ägs och drivs av det kinesiska kasinoföretaget Sands China, dotterbolag till det amerikanska Las Vegas Sands. Bygget av arenan uppfördes mellan 26 maj 2005 och invigningen skedde den 8 april 2007.
Artister/musikgrupper som har uppträtt i inomhusarenan är bland andra Beyoncé, Celine Dion, Justin Bieber, Katy Perry, Mariah Carey, Rihanna, The Rolling Stones, Shawn Mendes och Westlife. Den filippinske boxaren Manny Pacquiao har gått två boxningsmatcher mellan november 2013 och november 2014.